# Sessão de wrestling
Sessão de wrestling, session wrestling ou BDSM wrestling é a prática de oferecer o serviço profissional de pro wrestling num ambiente privado. As pessoas que oferecem esse tipo de serviço são na maioria mulheres e a maior parte da clientela é masculina. Normalmente, o serviço é oferecido por uma lutadora de pro wrestling, fisiculturista ou dominatrix.
Alguns clientes entram numa sessão de wrestling com o objetivo de ter uma luta competitiva, mas para a maioria dos clientes a sessão de wrestling é uma forma de fantasia sexual, humilhação erótica e interesse por dominação e submissão, portanto quem contrata esse tipo de serviço geralmente tem interesse em perder e ser dominado durante a luta.
Competitive wrestling é o nome dado para as práticas onde as pessoas estão interessadas em ter uma luta mais real e competitiva. Semi-competitive wrestling é o nome dado para sessões onde uma das pessoas perde e é dominada durante a luta de forma proposital. Fantasy wrestling é uma categoria de sessão de wrestling que envolve dramatizações nas quais as histórias e/ou os personagens são criados. Há também sessões de luta focadas em artes marciais ou outro esporte de combate que não seja o pro wrestling.
Apesar desse tipo de prática ser na maioria das vezes considerado erótico ou sensual, a presença de nudez ou atos sexuais são bastante raras em sessões de wrestling, mas é algo que pode ocorrer durante a luta se for de interesse das pessoas envolvidas. Em alguns casos, uma sessão de wrestling também pode ser conciliada com outros fetiches, como o facesitting, onde a lutadora foca em sentar no rosto do adversário durante a luta, ou o ballbusting, onde a lutadora foca golpes baixos nos testículos do oponente durante o wrestling.